# Trainerlizenz
Eine Trainerlizenz (auch Trainerschein genannt) ist ein Qualifikationsnachweis für Trainer, Betreuer oder Leiter einer spezifischen Sportgruppe.

## Erwerb
Trainerlizenzen setzen im Allgemeinen praktisches und theoretisches Wissen über eine Sportart voraus. Eine Trainerlizenz dient in erster Linie dazu, einheitliche Qualitätsstandards für Betreuer in den jeweiligen Sportarten zu gewährleisten. Die Lizenz wird in der Regel durch die Sportfachverbände nach einer Ausbildung für eine befristete Zeit vergeben. Während der Ausbildung werden festgelegte Inhalte vermittelt, die sich in der Regel in allgemeine Grundlagen und sportartspezifische Kenntnisse unterteilen. In der Regel gibt es ein abgestuftes System mit unterschiedlichen Anforderungen.
In vielen Vereinen und Verbänden ist eine – je nach Liga unterschiedliche – Trainerlizenz Voraussetzung dafür, eine Mannschaft in der entsprechenden Spielklasse trainieren zu dürfen.
Durch die Vereinheitlichung von Qualifikationen innerhalb der Europäischen Union werden auch ausländische Lizenzen anerkannt bzw. umgeschrieben. Da in der Bundesrepublik nur eine Verbandsausbildung stattfindet (bis Stufe 4) (Sonderstellung Trainerakademie Köln), in vielen europäischen Staaten jedoch auf Universitätsebene (BA = Stufe 6 und MA = Stufe 7), sind längerfristige Anpassungsprozesse in Deutschland wahrscheinlich. Von 1976 bis 1989 war in der DDR die Ausbildung zum Diplom-Trainer mit Universitätsdiplom die Voraussetzung für eine hauptberufliche Tätigkeit im Leistungssport. Mit der deutschen Einheit reichte dann wieder ein voruniversitäres Zertifikat.

## Nationale Trainerlizenzen in Deutschland
Bei den Mitgliedsorganisationen des Deutschen Olympischen Sportbunds (DOSB) besteht die Möglichkeit, Lizenzen als Übungsleiter, Trainer, Vereinsmanager oder Jugendleiter zu erwerben. Mit seinen Mitgliedsorganisationen (Spitzenverbände, Landessportbünde und Sportverbände mit besonderen Aufgaben) legt der DOSB die Qualitätskriterien für die Ausbildung fest. Grundlage dieser Kriterien sind die sogenannten „Rahmenrichtlinien (RRL) für Qualifizierung.“
Ausgebildet wird von den jeweiligen Verbänden vornehmlich in vier Bereichen: Trainer, Übungsleiter, Jugendleiter und Vereinsmanager.
Die Trainerausbildung in den Sportfachverbänden ist an die jeweiligen Bedürfnisse der Sportart angepasst. Neben einem sportartübergreifenden allgemeinen Teil werden auch sportfachliche Kenntnisse in der jeweiligen Sportart vermittelt. Bei den Landessportbünden wird dagegen vornehmlich sportartübergreifend und im Bereich Vereinsmanagement ausgebildet. Diese Vielfalt und die spezifischen Anforderungen für die jeweiligen Sportarten, Themen und Zielgruppen schlagen sich in den vielseitigen Ausbildungsprofilen nieder.

### Lizenzsystem des DOSB
In über 600 unterschiedlichen Ausbildungsbereichen, Sportarten und Disziplinen können sich engagierte Menschen für ihre Arbeit in den Vereinen qualifizieren.
Folgende Ausbildungsgänge werden angeboten:
- Trainer für den sportartspezifischen Breitensport
- Trainer für den sportartspezifischen Leistungssport
- Übungsleiter „sportartübergreifender Breitensport“
- Übungsleiter „Sport in der Prävention bzw. Rehabilitation“ für den Gesundheitssport
- Jugendleiter
- Vereinsmanager
- DOSB-Sportphysiotherapie

Die Ausbildung zum Trainer qualifiziert für den sportartspezifischen Breiten- oder Leistungssport. Im Gegensatz zu den Übungsleitern sind Trainer nur in einer bestimmten Sportart tätig z. B. als Handballtrainer oder als Trainer im Rettungsschwimmen.
Übungsleiter werden im Gegensatz zu Trainern sportartübergreifend ausgebildet. Das bedeutet, dass sie sich nicht in einer bestimmten Sportart qualifizieren, sondern übergreifende Sportangebote für bestimmte Zielgruppen, wie z. B. Kinderturnen oder Seniorengymnastik, anbieten. Einzige Ausnahmen bilden dabei die beiden Ausbildungsgänge Übungsleiter für Prävention oder Rehabilitation im Gesundheitssport. Hier können sich Übungsleiter auch in einer bestimmten Sportart für den Gesundheitssport qualifizieren.
Jugendleiter ist ein Ausbildungsgang, den der DOSB gemeinsam mit seiner Jugendorganisation Deutsche Sportjugend (dsj) konzipiert hat. Jugendleiter betreuen Kinder und Jugendliche innerhalb und außerhalb des Sportangebots und managen die Vereinsjugendarbeit. Da die Basis eines Sportvereins häufig die Kinder- und Jugendarbeit ist, benötigt man hierfür spezifische Qualifikationen.
Vereinsmanager werden in diesem Ausbildungsgang für ihre leitenden und verwaltenden Aufgabenfelder in Vereinen und Verbänden wie z. B. Führung, Finanzierung, Recht, Marketing und Organisation fit gemacht.
Die DOSB-Sportphysiotherapie schließt an eine berufliche Ausbildung an und qualifiziert für die Durchführung trainings- und wettkampfbegleitender, physikalisch-therapeutischer Maßnahmen, insbesondere im Bereich des Hochleistungssports.
Abgeschlossen werden alle Ausbildungsgänge nach einer festgelegten Anzahl von Lerneinheiten (LE) mit einer DOSB-Lizenz. Dabei gibt es vier Lizenzebenen, die sich stufenweise aufbauen:
1. Lizenzstufe: C-Lizenz (Einstiegsebene)
2. Lizenzstufe: B-Lizenz (Aufbauende Ebene)
3. Lizenzstufe: A-Lizenz (Obere Ebene)
4. Lizenzstufe: Diplomebene

Die 3. und 4. Lizenzstufe wird nur im Trainerbereich angeboten.

### Voraussetzungen
Um für eine Ausbildung zugelassen zu werden, muss man Mitglied in einem Sportverein und mindestens 16 Jahre alt sein, je nach Ausbildungsgang auch älter. Außerdem ist der Nachweis eines 9-stündigen „Erste-Hilfe-Kurses“ notwendig, der zum Zeitpunkt der Lizenzierung nicht älter als zwei Jahre sein darf (außer bei der Ausbildung Vereinsmanager).

### DOSB-Ausbildungen ohne Lizenzen
Wer bis 17 Jahre alt ist oder erst einmal Grundkenntnisse erwerben möchte, hat die Möglichkeit, eine so genannte Vorstufenqualifikation in den jeweiligen Ausbildungsgängen zu erwerben. Die Vorstufenqualifikation schließt nicht mit einer DOSB-Lizenz ab, allerdings kann man sie sich häufig bei einem späteren Lizenzerwerb anrechnen lassen. Viele Sportverbände bieten eine solche Ausbildung als Einstieg in ihr Ausbildungssystem an.
Ausbildungsgänge zur Vorstufenqualifikation sind beispielsweise:
- Trainerassistent für den sportartspezifischen Breitensport/Leistungssport; Gruppenhelfer
- Übungsleiterassistent für den sportartübergreifenden Breitensport; Gruppenhelfer
- Jugendleiterassistent; Gruppenhelfer
- Sporthelfer (in Zusammenarbeit zwischen Vereinen und Schulen)

Wer eine Gruppenleiterausbildung o. ä. absolviert hat, kann eine Jugendleitercard erhalten.

### Einzelne Ausbildungsgänge

#### Trainer für den sportartspezifischen Breiten- und Leistungssport
Trainer können sich im Leistungs- oder Breitensport in den Lizenzstufen C, B und A qualifizieren. Im Leistungssport haben sie zudem die Möglichkeit, einen Abschluss als Diplomtrainer auf der vierten Lizenzstufe (Diplomebene) an der Trainerakademie des Deutschen Olympischen Sportbundes in Köln zu machen.
Im Gegensatz zu den sportartübergreifend eingesetzten Übungsleitern sind Trainer immer in einer bestimmten Sportart tätig, z. B. als Fußball- oder als Trainer im Sportklettern.

#### Trainer im Leistungssport
1. Lizenzstufe C (Einstiegsebene): Trainer-C Leistungssport
Die Lizenzstufen sind in der Europäischen Union vereinheitlicht, auch wenn die erforderlichen Stunden (Module) teilweise etwas variieren. Durch die Vereinheitlichung ist es möglich, in Deutschland auch mit den äquivalenten europäischen Lizenzen Training anzuleiten.
Normalerweise beginnt die Trainerkarriere in der Kinder- und Jugendarbeit im eigenen Verein. Um den vielen Herausforderungen des Trainings gerecht zu werden und die eigenen Kenntnisse und Kompetenzen zu erweitern, steigen die meisten Trainer in die Ausbildung „Trainer C-Leistungssport“ in ihrer Sportart ein. Dafür melden sie sich zu einem Lehrgang bei dem Landesverband ihres Fachverbandes an, der die Ausbildung auf der 1. Lizenzstufe (C) in der Regel durchführt. Die Lehrgänge werden in unterschiedlichen Modulen – oft verteilt auf 8–10 Wochenenden oder als Wochenblöcke – angeboten und dauern insgesamt meist ca. ein halbes Jahr.
Nach 120 Lerneinheiten und Lernerfolgskontrollen sind die Grundlagen für die Trainertätigkeit im Anfänger- und Fortgeschrittenenbereich gelegt und die Trainer erhalten die „C-Lizenz Leistungssport“ vom Landesfachverband ausgestellt. Den meisten Trainern reichen diese Qualifizierung auf erster Lizenzstufe und die regelmäßigen Fortbildungen für ihre Arbeit im Verein aus.
2. Lizenzstufe B (Mittlere Ebene): Trainer-B Leistungssport
Etwa ein Viertel der C-Trainer im Leistungssport entscheiden sich für eine Qualifizierung auf der nächsten Lizenzstufe B. In dieser Ausbildung von weiteren 60 Lerneinheiten erweitern sie ihre Kenntnisse und Kompetenzen für das Aufbau- und Anschlusstraining der Sporttreibenden.
3. Lizenzstufe A (Obere Ebene): Trainer-A Leistungssport
Ein Drittel der Trainer B im Leistungssport entscheidet sich, noch einen Schritt weiterzugehen und eine Ausbildung auf der 3. Lizenzstufe (A) zu absolvieren.
Diese Trainer arbeiten im Hochleistungsbereich der Vereine und sind häufig als Kader-Trainer im Verband tätig.
Zu einem solchen Ausbildungsgang wird man nur zugelassen, wenn man vom zuständigen Landesfachverband dafür empfohlen wurde.
4. Lizenzstufe (Diplomebene): Diplom-Trainer
Um den besonderen Herausforderungen im Hochleistungssport gerecht zu werden, bietet sich für qualifizierte Trainer mit einer A-Lizenz die Möglichkeit, an der Trainerakademie Köln des Deutschen Olympischen Sportbundes DOSB ein Diplom-Studium anzuschließen. In mindestens 1300 Lerneinheiten bietet die Trainerakademie differenzierte Lehrgänge, die für die Gestaltung eines systematischen, leistungssportlichen Trainings auf höchstem Niveau qualifizieren.

#### Trainer im Breitensport
2006 wurde der ehemalige Ausbildungsgang „Fachübungsleiter“ umbenannt in „Trainer Breitensport“. Die neue Bezeichnung beschreibt den Ausbildungsgang treffender. Denn diese Trainer setzen im Verein breitensportliche Bewegungsangebote in einer bestimmten Sportart um. Der Ausbildungsgang ist also nicht – wie bei Übungsleiter – sportartübergreifend ausgerichtet.
Zur Tätigkeit solcher Trainer gehört u. a., dass sie die Bedürfnisse von Mitgliedern analysieren und daraus ein adäquates Vereinsangebot entwickeln. Dadurch tragen Trainer im Breitensport auch zur Mitgliedergewinnung und -bindung bei.
Wie beim Ausbildungsgang Trainer Leistungssport kann man auch im Breitensport die verschiedenen Ausbildungs- und Lizenzstufen C, B und A durchlaufen. Allerdings gibt es in der breitensportlichen Ausrichtung keine 4. Lizenzstufe (Diplom-Trainer).
1. Lizenzstufe C (Einstiegsebene): Trainer-C Breitensport
Nach 120 Lerneinheiten sind Trainer auf dieser Lizenzstufe qualifiziert, Trainingsangebote in der jeweiligen Sportart für Anfänger und Fortgeschrittene zu organisieren. Dabei haben sie auch immer die Vereinsentwicklung im Blick. Denn durch ein zugeschnittenes, breitensportliches Angebot sprechen sie den großen Bereich an Vereinsmitgliedern an, der sportlich aktiv sein möchte, ohne dabei Leistungssport zu treiben.
2. Lizenzstufe B (Mittlere Ebene): Trainer-B Breitensport
Auf zweiter Lizenzstufe erweitern die Trainer ihre Kenntnisse und Kompetenzen in ihrer Sportart. Auch hier liegen die Schwerpunkte auf breitensportlich orientierten Trainingsangeboten, wie Amateur-, Wettkampfsport und außerschulischem Sportunterricht.
60 Lerneinheiten umfasst diese Ausbildung, in der die Trainer lernen, wie sie Menschen zum lebenslangen Sporttreiben motivieren können und sich außerdem mit sozialen und gesundheitlichen Aspekten des Sporttreibens befassen.
3. Lizenzstufe A (Obere Ebene): Trainer-A Breitensport
Nach 90 Lerneinheiten können sich Trainer auch im Breitensport auf der höchsten Lizenzstufe des Ausbildungssystems qualifizieren. Damit hat der organisierte Sport einen wichtigen Schritt für die Sportvereinsentwicklung getan. Insbesondere vor dem Hintergrund der demographischen Entwicklung gewinnen ganzheitlicher Breitensport, Fitness- und Gesundheitsprogramme zunehmend an Relevanz. Vereine haben mit Trainern auf dieser Lizenzstufe Profis für den Übungsbetrieb im Breiten- und Gesundheitssport, die ihr Wissen nicht nur im Training, sondern auch bei Aus- und Fortbildungsmaßnahmen zur Verfügung stellen können. Solche Trainer sind außerdem qualifiziert, breitensportliche Großveranstaltungen zu planen und durchzuführen.

#### Übungsleiter sportartübergreifender Breitensport
Wahlpflichtbereich im Bachelor Professional in Sozialwesen/ Erzieherausbildung
- Fachkraft für Bewegungserziehung Motorikzentrum / Übungsleiterlizenz C Eltern Kinder Kleinturnen vorschulischer Bereich (Kooperationspartner Turnerbünden BTB und STB sowie dem Württembergischen Leichtathletikverband)[2][3]

1. Lizenzstufe C (Einstiegsebene): Übungsleiter-C sportartübergreifender Breitensport
Übungsleiter im Breitensport bekommen in ihrer Ausbildung sportartübergreifende Kenntnisse vermittelt. Übungsleiter sollen in der Lage sein, unterschiedliche Sportangebote zu planen und realisieren, pädagogisch bewandert und sportartübergreifend einsetzbar sein. Sie stehen den Vereinsmitgliedern als Ansprechpartner zur Verfügung und haben ein ausgebildetes Gespür für die unterschiedlichen Belange der Mitglieder. „Im Kern ist … der Übungsleiter pädagogisch tätig und trägt dazu bei, die Sporttreibenden in ihrer sportlichen, persönlichen und sozialen Entwicklung anzuleiten und zu unterstützen sowie die Selbständigkeit, Teilhabe und selbstbestimmtes Lernen der Einzelnen zu unterstützen“, so wird das Handlungsfeld eines Übungsleiters in den RRL beschrieben. Vornehmlich betreuen Übungsleiter zwei Zielgruppen:
- Kinder/Jugendliche
- Erwachsene/Ältere

Beide Gruppen stellen unterschiedliche Anforderungen an die sozialen, inhaltlichen und methodischen Kompetenzen der Übungsleiter. Deswegen werden im
Ausbildungsgang beide Schwerpunkte thematisch besonders bedacht. In der aus 120 Lerneinheiten bestehenden Ausbildung (mit Praxis- und Theorie-Blöcken) befassen sich angehende Übungsleiter mit verschiedenen Themenbereichen.
Sie bekommen pädagogische und sportfachliche Grundkenntnisse vermittelt und beschäftigen sich mit aktuellen Trends im Freizeit- und Breitensport. Dabei lernen sie genau einzuschätzen, ob und in welcher Weise solche Aspekte sich für ihre jeweiligen Sportangebote nutzen lassen. Hierzu zählt auch die Kenntnis unterschiedlicher Vermittlungsmethoden, Lernkonzepte und Motivierungsstrategien ebenso wie das Know-how, sie gezielt einzusetzen.
Im sozial-kommunikativen Bereich lernen die Auszubildenden, wie man die Teilnehmenden motivieren und an den Sport binden kann. Sie erfahren Lösungsstrategien bei Konflikten, wie sie mit alters- oder leistungsbedingten, geschlechtsspezifischen oder kulturellen Unterschieden umgehen und soziales Verhalten fördern können.
2. Lizenzstufe B (Mittlere Ebene)
Übungsleiter-B sportartübergreifender Breitensport
Während sich Übungsleiter auf der Einstiegsebene (Lizenzstufe C) sportartübergreifend und für verschiedene Zielgruppen ausbilden, können
sie sich mit einer B-Lizenz auf bestimmte gesellschaftspolitisch bedeutsame Zielgruppen oder Themenfelder spezialisieren. Diese Spezialisierungen orientieren sich an den Bedürfnisse der jeweiligen Verbände, die solche Ausbildungen anbieten. Die Angebotspalette reicht vom „Sport im Elementarbereich“ über „Bewegungserziehung im Kleinkind- und Vorschulalter“ oder „Bewegung, Spiel und Sport für 6- bis 12-jährige Kinder“ bis hin zu Programmen mit Erwachsenen und Älteren. Auch Inhalte wie Familiensport, Integration von Menschen mit Migrationshintergrund, Selbstverteidigung oder Sport in der Ganztagsschule lassen sich in den Ausbildungskonzepten wiederfinden. Die Beispiele sind exemplarisch für die Vielfalt der Ausrichtungen.
Eine weitere Spezialisierung bieten die gesundheitsorientierten Ausbildungsgänge „Sport in der Prävention“
bzw. „Sport in der Rehabilitation“.
Übungsleiter-B „Sport in der Prävention“
Bei dieser Qualifikation stehen gesundheitsorientierte Sport- und Bewegungsangebote im Mittelpunkt. Hierfür wurden Ausbildungsgänge mit drei speziellen Profilen entwickelt: „Herz-Kreislauf-System“, „Haltung und Bewegung“ und „Stressbewältigung und Entspannung“. Das sind die einzigen Ausbildungsgänge, die im Übungsleiter-Bereich auch sportartspezifisch ausgerichtet sein können. So haben Fachverbände die Möglichkeit, Mitarbeiter im Gesundheitssport in ihrer Sportart zu qualifizieren. Der Deutsche Tischtennis-Bund bildet z. B. Übungsleiter „Sport in der Prävention“ mit dem Profil Herz-Kreislauftraining in der Sportart Tischtennis aus. Die Deutsche Reiterliche Vereinigung setzt dagegen auf das Ausbildungsprofil „Haltung und Bewegung“ im Pferdesport.
Übungsleiter-B „Sport in der Rehabilitation“
Die andere gesundheitsorientierte Ausrichtung für Übungsleiter ist der Ausbildungsschwerpunkt „Sport in der Rehabilitation“. Hier werden Übungsleiter ausgebildet, um Sport- und Bewegungsangebote für Menschen mit gesundheitlichen Einschränkungen zielgruppengerecht und themenspezifisch umzusetzen. Die Ausbildungsangebote umfassen beispielsweise „Sport in der Krebsnachsorge“, „Sport bei Osteoporose“, sowie „Sport bei Wirbelsäulenerkrankungen“. Dabei sollen die Übungsleiter so qualifiziert werden, dass sie zielgruppengerechte und indikationsspezifische Reha-Sportangebote planen und umsetzen können. Größter Ausbildungsanbieter in diesem Bereich ist der Deutsche Behindertensportverband.

### Fort- und Weiterbildung
Wie in anderen Lebensbereichen ist es auch im Sport notwendig, sich regelmäßig weiterzubilden und Erlerntes aufzufrischen. Außerdem können sich Anforderungen an Vereinsmitarbeiter
durch gesellschaftlichen Wandel oder neue fachliche Entwicklungen immer wieder verändern.
Deswegen müssen die erworbenen Lizenzen regelmäßig verlängert bzw. bestätigt werden. Die Lizenzen werden in der Regel für eine Dauer von vier Jahren ausgestellt, in manchen Bereichen zwei Jahre, und müssen dann durch eine Fortbildungsveranstaltung verlängert werden. Durch diese ständige Verpflichtung zur Fortbildung wird der organisierte Sport dem Anspruch gerecht, das Angebot in den Vereinen dauerhaft aktuell und qualitativ hochwertig zu halten.
Neben den lizenzverlängernden Fortbildungen bieten Sportverbände auch Weiterbildungsmöglichkeiten an. Sie schließen nicht mit einer DOSB-Lizenz ab, greifen aber neueste Entwicklungen für die jeweilige Vereinsarbeit auf. So gibt es beispielsweise an der Gym-Akademie des Deutschen Turner-Bunds eine Vielzahl an Weiterbildungen im Bereich Fitness und Gesundheit: Yogadancing, Pilates, Indian Balance sind nur einige Beispiele von neuen Trends, die so in das aktuelle Vereinsangebot integriert werden können.
Ein anderes Beispiel bieten die Landessportbünde. Neben sportpraktischen Ausbildungen haben sie Themen wie Management, Konfliktmanagement, Rhetorik oder Office-Anwendungen in ihrem Weiterbildungsangebot.
Für ihre Weiterbildungsmaßnahmen vergeben die Sportverbände häufig eigene Zertifikate und verbandsinterne Lizenzierungen.
Erste Unternehmen bieten Online-Ausbildungen an. Der Besuch einer Abendschule, Akademie oder Bildungseinrichtung entfällt – bis auf die Prüfungsabnahme.

### Statistik
Der DOSB erhebt jährlich eine Statistik zu ausgegebenen DOSB-Lizenzen. Laut aktueller Statistik sind in Deutschland derzeit insgesamt ca. 500.000 gültige DOSB-Lizenzen im Umlauf. Über 40.000 neue Lizenzen werden jährlich von den DOSB-Mitgliedsorganisationen ausgestellt. Wenn man die vielen Fort- und Weiterbildungsmaßnahmen hinzuzählt, wird deutlich, dass der organisierte Sport einer der größten Bildungsträger der Zivilgesellschaft in Deutschland ist.
Von den gültigen Lizenzen gibt es fast 400.000 aus der Einstiegsstufe C. Davon stammen 225.000 aus dem sportartspezifischen Trainer-C Bereich (Leistungs- und Breitensport zusammengezählt) und über 150.000 Personen haben eine Übungsleiter C-Lizenz. 30.000 Übungsleiter besitzen eine B-Lizenz „Sport in der Rehabilitation“ und 25.000 Übungsleiter die B-Lizenz „Sport in der Prävention“.

### Trainer in einzelnen Sportarten
- Bouletrainer
- Fußballtrainer
- Handballtrainer

## Europäische Trainerlizenzen
Unabhängig vom nationalen Lizenzsystem des DOSB gibt es in einzelnen Sportarten auch ein europaweit gültiges Trainerlizenzsystem. So schult beispielsweise der europäische Bowlingverband ETBF Bowlingtrainer in einer europaweit gültigen dreistufigen Trainerausbildung bis zur Qualifikation auf nationaler Ebene (Bundesliga/Nationalmannschaft).